# Gina Albert
Gina Albert, geboren als Sigrid Astrath (* 2. Mai 1938), ist/war eine deutsche Filmschauspielerin, die Ende der 1950er-Jahre in vier Kinofilmen mitwirkte.

## Biografie
Gina Albert war Buchhalterin, als sie von der Berliner CCC-Film von Artur Brauner als Schauspielerin für ihren ersten Film Mädchen in Uniform (1958) entdeckt wurde. Unter der Regie von Géza von Radványi spielte sie neben den Hauptdarstellerinnen, Lilli Palmer, Romy Schneider und Therese Giehse die Rolle der Internatsschülerin Margot von Raakow.
In der deutsch-brasilianisch-US-amerikanischen Koproduktion Tom Dooley – Held der grünen Hölle, auch bekannt unter dem Titel Ruf der Wildnis, der 1958 auf der Berlinale vorgestellt wurde, spielte Gina Albert bereits die Hauptrolle, eine junge Frau, die zwischen zwei Männern steht. John Sutton und Richard Olizar waren ihre Partner. Der Regisseur des Films Zygmunt Sulistrowski war für den Goldenen Bären nominiert.
Alberts nächster Film war das Kriminaldrama Der Mann im Strom (1958) mit Hans Albers und Helmut Schmid. Albert hatte die weibliche Hauptrolle inne. Eugen York war der Regisseur des nach einem Roman von Siegfried Lenz verfilmten Stoffes.
Als letzter Film der Schauspielerin wird die Abenteuer-Romanze Tunisi top secret (dt. Akte Sahara – streng vertraulich, 1959) gelistet, eine italienisch-deutsche Koproduktion von Bruno Paolinelli mit Elsa Martinelli, Giorgia Moll, Raf Mattioli, Claus Biederstaedt, Gina Albert  und Willy Fritsch in den Hauptrollen. Albert spielte eine Gräfin.
1959 heiratete sie den Ingenieur Manfred Haack und zog sich ins Privatleben zurück.

## Filmografie (Auswahl)
- 1958: Mädchen in Uniform
- 1958: Tom Dooley – Held der grünen Hölle
- 1958: Der Mann im Strom
- 1959: Akte Sahara – streng vertraulich (Tunisi top secret)